# 三井高泰
三井 高泰（みつい たかやす、1875年（明治8年）1月13日 - 1946年（昭和21年）12月15日）は、日本の実業家。芝浦製作所（現東芝）会長や、三井物産社長を務めた。別名・守之助。三井永坂町家7代当主。

## 人物・経歴
東京出身。三井伊皿子家当主三井高生（1843-1914）の三男で、鳥居坂家（三井永坂町家）6代当主・三井高潔（三井篤次郎、三井物産社長）の養子。妻は住友家当主・住友友親の娘で住友友純養妹の楢光。三井高寛や三井高信は兄。横浜商業学校卒業。1899年三井物産船舶課（のちの三井船舶）課長。1904年芝浦製作所（現東芝）会長。1909年三井銀行取締役。1921年から三井物産社長を務めたが、池田成彬三井合名理事による改革で1934年に退任させられ、専門の役員と交代した。1945年の東京大空襲では麻布永坂町の自宅が焼失した。1946年死去。